# Liste der Monuments historiques in Maisons-du-Bois-Lièvremont
Die Liste der Monuments historiques in Maisons-du-Bois-Lièvremont führt die Monuments historiques in der französischen Gemeinde Maisons-du-Bois-Lièvremont auf.

## Liste der Objekte
| Bezeichnung | Beschreibung | Standort                                                 | Kennzeichnung | Schutzstatus | Datum | Bild |
| ----------- | --- | -------------------------------------------------------- | ------------- | ------------ | ----- | ---- |
| Kanzel      | Eichenholz, bezeichnet 1766, Bildhauer Augustin Fauconnet                                                                   | Lièvremont, in der Kirche Assomption-de-la-Vierge (Lage) | PM25000864    | Classé       | 1975  |      |
| Hauptaltar  | Altartisch, Retabel, Gemälde und vier Skulpturen; Holz, farbig gefasst und vergoldet, Ölfarbe auf Leinwand, 18. Jahrhundert | Lièvremont, in der Kirche Assomption-de-la-Vierge (Lage) | PM25002193    | Inscrit      | 1975  |      |
| Kruzifix    | Holz, farbig gefasst und vergoldet, 18. Jahrhundert                                                                         | Lièvremont, in der Kirche Assomption-de-la-Vierge (Lage) | PM25002194    | Inscrit      | 1975  |      |